# ユルバン・ルヴェリエ
ユルバン・ジャン・ジョセフ・ルヴェリエ（Urbain Jean Joseph Le Verrier、1811年3月11日 - 1877年9月23日）は、フランスの数学者・天文学者。未発見であった海王星の位置を計算によって予測した。

## 生涯
1811年、フランス西部マンシュ県のサン=ローで生まれた。エコール・ポリテクニークではゲイ=リュサックに化学を学んでいる。のちに天文、特に天体力学に専攻を移し、生涯の大部分を過ごすこととなるパリ天文台に職を得た。彼は、1854年から1870年と、1873年から1877年に他界するまでの2度、パリ天文台の台長となっている。1846年にアカデミー・デ・シアンスの会員に選出。1847年、王立協会外国人会員選出。

## 業績

### 海王星の発見
ルヴェリエの最も有名な業績は海王星発見への貢献である。パリ天文台長の数学者フランソワ・アラゴの勧めによって、ルヴェリエは天王星の軌道運動の観測結果とケプラーの法則やニュートン力学から予言される運動との間の矛盾を説明するための計算を行った。彼と同時期にイギリスのアダムズも同じ計算を行っていたが、互いに相手の研究については知らなかった。ルヴェリエは1846年8月31日に計算した結果を、同年9月18日にベルリン天文台のガレに手紙で連絡した。9月23日に手紙を受け取ったガレはその晩の観測でルヴェリエの予測から1度以内の位置に新惑星と思しき天体を発見し、その後の2日間の観測によって新惑星であると確認した。今日では海王星の発見者はルヴェリエ、アダムズ、ガレの三者であるとされているが、海王星発見の業績に関して三者の貢献をどう評価するかについては議論があった。

### 水星の近日点移動
ルヴェリエは当時原因が不明であった水星の公転軌道の近日点移動についても他の惑星の影響であると主張した。この惑星はバルカンという仮の名前で呼ばれ、数多くの間違った観測報告が行われたが、のちに1915年になってアルベルト・アインシュタインがこの特異な運動は一般相対性理論によって説明できることを示し、アーサー・エディントンが1919年5月29日の日食の観測で立証した。

### 気象学への貢献
クリミア戦争の際、黒海で暴風で最新鋭の装甲戦艦アンリIV世号を含む英仏艦隊が壊滅し、陸上の部隊も多大な被害があった。この被害に驚いたフランス政府のベラン陸軍大臣は、当時のパリ天文台長ルヴェリエに嵐の来襲を予測し得るかどうかの可能性について調査を命じた。ルヴェリエは、ヨーロッパ中の研究者たちに、気象観測結果の提供を要請した。彼は嵐の位置と進行方向や速度を電報を使って短時間のうちに知ることができれば、電報を使って嵐の接近を警告することができると結論した。ルヴェリエの報告は意外な発見としてフランスで歓迎されたが、嵐が特定の構造を持って移動することは、アメリカでは1830年代から既に知られていたことだった。
ルヴェリエは1855年2月に当時の国王ナポレオン3世に組織的な気象観測と通報計画を提出した。ルヴェリエは気象観測結果の電報を用いた定期的な国際交換の必要性を各国政府に説いて、国際的な即時的気象観測網の設立に尽力した。1856年7月からヨーロッパなどの約30地点の気圧、気温、風向・風速、天候などを記載した気象報告の毎日の発行を開始した。さらに1863年8月からは等圧線が描かれた天気図の発行と暴風警報業務を開始し、フランスは国の事業として天気図を毎日発行する世界で初めての国となった。この天気図はのちの「大気大循環図」や「世界気象図」の元となるなど、気象学の進歩のための貴重な基盤となった。

## 栄誉
- 王立天文学会ゴールドメダル - 1868年、1876年
- 月と火星のクレーターや海王星の環にルヴェリエの名前が付けられている。また小惑星番号1997の小惑星は彼にちなんでルヴェリエと命名されている。
- パリ天文台の正面玄関に、ルヴェリエの銅像が建てられている。
- エッフェル塔にその名が刻まれた72名の一人である。